# Главачек, Карел
Ка́рел Гла́вачек (чеш. Karel Hlaváček; 24 августа 1874, Прага — 15 июня 1898, там же) — чешский поэт-декадент и художник, представитель чешского символизма.

## Биография
Свои литературные произведения и критические статьи по искусству Карел Главачек публиковал в журнале «Современное ревю» (Moderní revue), который редактировали Йиржи Карасек и Арношт Прохазка. Творчество его было недооценено современниками, и поэт постоянно находился в стеснённом финансовом положении. Скончался от туберкулёза.
Карел Главачек родился 24 августа 1874 года в Либне, одном из крупных пражских предместий. Она издавна славилась своей природой, однако в XIX веке она приобретает значение важного промышленного центра. 

Карел Главачек родился в семье рабочих. Своё происхождение он будет тщательно скрывать. В 1892 он окончил реальную гимназию в Карлине (1885-1892). Ещё в школе он становится активным членом общества "Сокол", позже он оснует и возглавит либеньский филиал "Сокола". Он записался вольным слушателем на философский факультет, где изучал французский язык и литературу. Одновременно с этим он посещал курсы обучения живописи при недавно основанной  Высшей школе прикладного искусства. Два года спустя он попытался поступить в Высшую школу прикладного искусства, но это ему не удалось. Всю жизнь Главачек провёл в страшной бедности, в основном зарабатывая на жизнь своим творчеством. Также он пишет в журнал «Сокол» и помогает в «Národních listech». В конце 1894 года он начинает сотрудничество с журналом «Moderní revue».

1895 стал для него напряжённым годом. Он принял участие в организации III всесокольского слёта. В том же году его призывают в армию в Тренто, на север Италии, однако из-за проблем со здоровьем его в 1896 демобилизуют. В письме к своей подруге, Марии Балоуновой, он называет армию «современным рабством».

После возвращения на родину в его творчестве наступает расцвет. Он работает в «Moderní revue» в качестве критика и художника. Он иллюстрирует книги Бржезины (например, «Větry od polů»), Совы, Карасека и других. С помощью редакции он издаёт свои собственные сборники, написанные уже в совершенно ином, чем «Соколиные сонеты», ключе. На смену его мировоззрения повлияла смерть его близкого друга Карела Грона, гимнаста и члена "Сокола". Грон служил Главачеку примером. Именно Грон познакомил его с Балоуновой.

Главачек скрывал от общественности, что его туберкулёз прогрессирует. Несмотря на категоричный запрет поэта, Балоунова всё-таки выдала его тайну коллегам Главачека по «Moderní revue». Они решили организовать сбор средств для поездки Главачека на юг, но было уже поздно. 15 июня 1898 года Главачек умирает в Либне от туберкулёза. На его похороны пришли только члены семьи, самые близкие друзья и пара ныне забытых поэтов.
Несмотря на скромный размер наследия, считается, что Главачек оказал важнейшее влияние на дальнейшее развитие поэзии, а его творчество – самый яркий образец чешского декадентства. Иногда его называют «Карелом Гинеком Махой 90-х лет XIX века». Главачека высоко ценил Витезслав Незвал, который писал о нём, что «Впервые после смерти Махи в чешском поэтическом языке появились абсолютная музыкальность, глубокая мелодика, широкая кантилена, трогательное апоссионато».

## Литературные произведения
Поэтические сочинения К.Главачека подчёркиваются соответствующим музыкальным звучанием.
- Соколиные сонеты (Sokolské sonety) — первый поэтический сборник преимущественно декадентского содержания.
- Поздно утром (Pozdě k ránu) — Поэзия этого сборника сопровождается мелодичными музыкальными переливами, достигаемыми путём повторения определённых слов и рифм. Звуки эти будят воображение и вызывают видения необычайных пейзажей, возникающих при восходе солнца. Содержание стихотворений меланхолическое и печальное. Сборник является типичным для поэзии чешского символизма.
- Mstivá kantiléna — Стихотворения этого сборника написаны как бы от имени человека, умирающего от голода. Символически представлен образ обедневшего нидерландского дворянина из XVI столетия.
- Псалмы (Žalmy) — Собрание гимнических стихотворений, незавершённое.